# Cutervo
Cutervo é uma cidade do Peru, situada na região de Cajamarca. Capital da província homônima, sua população em 2017 foi estimada em 21.220 habitantes.